# Málagai nemzetközi repülőtér
A málagai nemzetközi repülőtér (IATA: AGP, ICAO: LEMG), másik nevén Costa Del Sol repülőtér Spanyolország negyedik legforgalmasabb nemzetközi repülőtere. Ez a Costa del Sol legnagyobb légikikötője, amely Málagától 8 km-re délnyugatra, valamint Torremolinostól 5 km-re északra található. Több mint 60 országba indulnak innen járatok a világ különböző részére, 2009-ben 11 622 443 utast szolgált ki a reptér. Az utasforgalom 2010. március óta három terminálon zajlik, valamint 2012-ben készült el az új kifutópálya, amely jelentősen növelte a repülőtér le- és felszálló kapacitását.
A reptér Andalúzia hivatalos nemzetközi repülőtere, forgalmának mintegy 85%-át a nemzetközi járatok teszik ki. Napi rendszerességgel indulnak járatok az ország 20 másik városába, illetve több mint száz európai városba. Ezen kívül direkt járatok indulnak innen Észak-Afrikába, a Közel-Keletre és Észak-Amerikába. 2009-ben ez volt Európa 33. legforgalmasabb repülőtere.

## Történelme és fejlődése

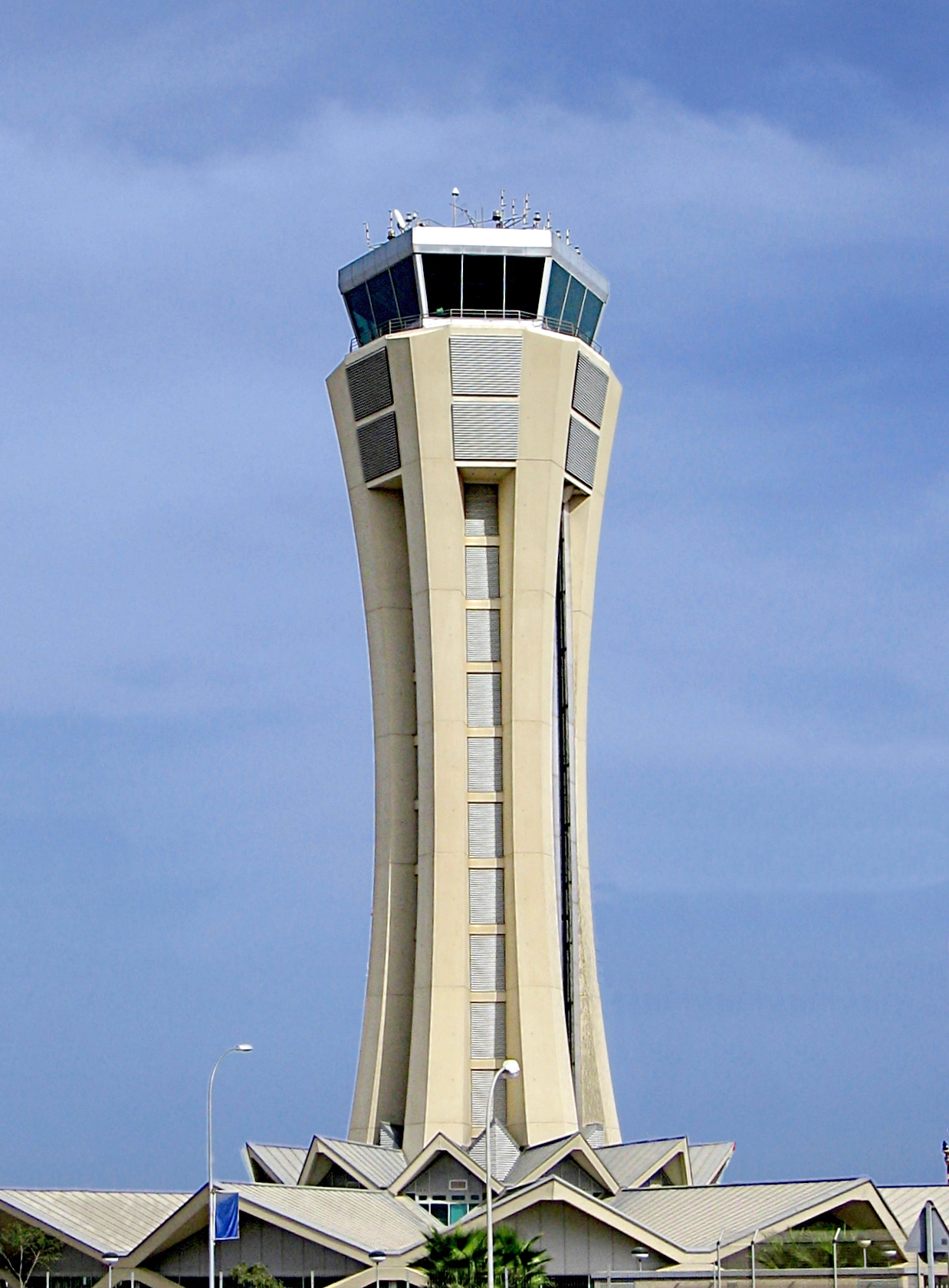
Az új irányítótorony

Az első menetrend szerint közlekedő repülő 1919-ben szállt fel Málagából, amikor Didier Daurat rendszeres járatokat indított Toulouse, Barcelona, Alicante, Tanger és Casablanca felé.
1937-ben a légierő katonai kiképző központot nyitott a reptéren, majd 1946-tól a polgári repülés is megkezdhette működését, valamint vám-irodát nyitottak.
Az egyetlen kifutópályát az 1960-as években kibővítették, és egy új terminált építettek a terület közepén. A korszerűsítési munkálatok idején épült ki a navigációt segítő rendszer, így többek között a radarrendszer is az évtized végére.
Bár számtalan néven volt ismeretes korábban a repülőtér, végül a ma is használt Málagai Repülőtér nevet 1965-ben kapta. Három évvel később, 1968-ban adták át az új terminál épületét, majd 1972-ben egy második terminál épült, amelyet kifejezetten a nem menetrend szerint közlekedő járatok kiszolgálására szántak.
Az üdülési csomagokat kínáló vállalkozások számának növekedésével (1965-ben körülbelül 30 ilyen vállalat működött) fellendült a repülőtér üdülőturizmus forgalma. További átalakítási munkálatok zajlottak az 1990-es években, amikor a régi terminál épületét egy korszerűbbre bővítették, a repülőtér északi részén felépült egy - a nagy repülőgépek karbantartására tervezett - hangár, és a teherforgalom kiszolgálására tervezett csarnok.
2002-ben egy új, 54 m magas irányítótorony épült a fellendült közlekedés zökkenőmentes biztosítása érdekében.
2009. február 26-án a helyi Ándaluz Líneas Aéreas társaság megkezdte működését a repülőtérről, ezzel a vállalat lett az első légitársaság, amely itt alakította ki a bázisát. A társaság kevesebb mint másfél év működés után, 2010 augusztusában megszűnt.
2009. december 16-án a Ryanair bejelentette egy új bázis létrehozását a Costa del Sol repülőtéren, ezzel további 22-vel növelve a járatai számát, így összesen 43 desztináció felé kínálva közvetlen kapcsolatot. A bázis 2010. június 23-án nyílt meg hivatalosan.
2010. március 15-én János Károly király átadta az új 3-as terminált, amelyet másnap vett birtokba az utazóközönség.
2010. szeptember 10-én megnyílt az új, a terminál épülete alatt kialakított vonatállomás, melynek révén az utasok mintegy 10 perc alatt eljuthatnak Torremolinosba, vagy 12 perc alatt Málaga belvárosába. A tervek szerint a jövőben az állomást bekötik az AVE gyorsvonat-forgalomba is.
2011-ben a repülőteret átnevezték. Az új név az Aeropuerto de Malaga - Costa del Sol (Málagai Repülőtér - Costa del Sol) lett, lecserélve a korábbi Pablo Ruiz Picasso Repülőtér nevet. A névcserével a turizmus szempontjából fontos márkaépítés volt a cél. A régió turisztikai tanácsa a repülőtér IATA kódját is AGP-ről SOL-ra (spanyolul: nap) kívánja cserélni, amellyel még inkább hangsúlyoznák a repülőtér egyéni adottságait, hiszen Spanyolországban itt van a legmagasabb átlagos évi napsütéses napok száma.
2012. május 17-én megkezdődött a forgalom az új 12/30 jelű kifutópályán. Az első repülőgép, amely a kifutópályát használta, egy PA-28 típusú, négyszemélyes magángép volt. Az első kereskedelmi érkező járat a Transavia HV6115-számú Boeing 737-800 típusú repülőgépe volt Amszterdamból. A megnyitás napján 44 járat használta az új kifutópályát. A hivatalos átadásra 2012. június 26-án került sor.

## Terminálok

### 1-es terminál
1972. június 30-án nyílt meg az utasközönség előtt, jelenleg négy beszállókapuja van: B32, B34, B36 és B38. A 3-as terminál elkészültéig az 1-es terminált használták a schengeni övezeten kívüli, valamint a ceutai és melillai járatok utasforgalmának lebonyolítására. Ezeket a járatokat később áthelyezték az új terminál C és D részlegére. A terminál 2010 óta zárva van, a tervek szerint teljesen felújítva kerül vissza a forgalomba, azonban egyelőre még nincsenek konkrét információk az épület jövőjét illetően. (2014 július)

### 2-es terminál

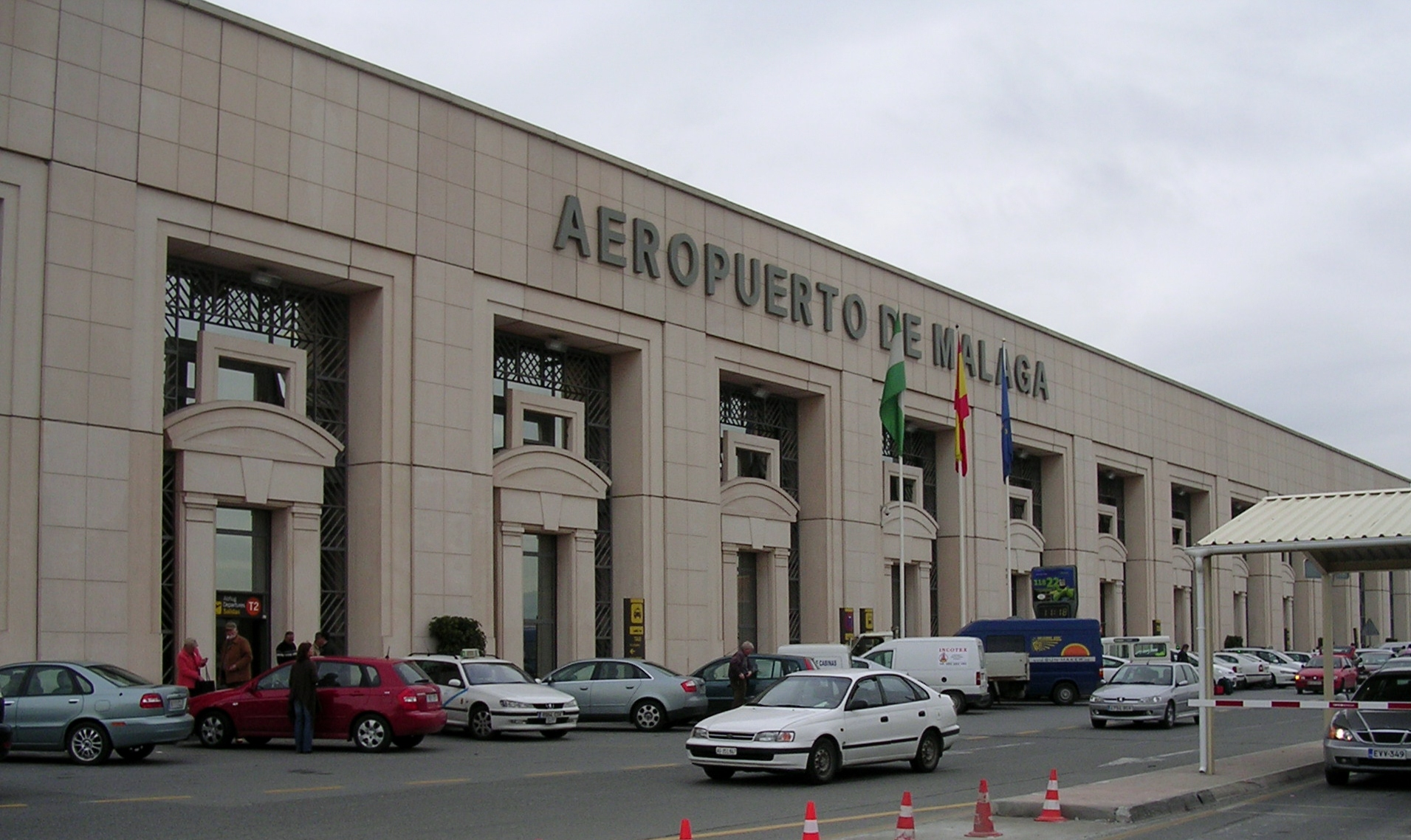
A 2-es terminál homlokzata

A 2-es terminál, vagy közismert nevén a Pablo Ruiz Picasso terminál 1991-ben nyílt meg. Az épületet Ricardo Bofill építész tervezte három, korábban is létező kisebb terminál összevonásával. 2010-ig ezt a terminált használták a schengeni övezetbe repülő járatok, a forgalom majdnem 100%-át adó gépek. Az épület két terminálszárnyat foglal magába, a B-szárnyat (16 beszállókapuval és 7 utashíddal) és a C-szárnyat (11 beszállókapuval és 7 utashíddal). A B-szárnyat a kontinentális Európa járatai használták, valamint az Európán kívülre közlekedő gépek, míg a C-szárnyat az Egyesült Királyság és Írország utasainak tartották fenn (ugyanakkor néhány EK-ba tartó gép a forgalom miatt időnként a B-szárnyat használta). Kivételt képezett a rendszerben a Blue Air és a Malév, hiszen - noha ezek a légitársaságok a kontinentális Európához tartoznak - a C-szárnyból közlekedtették a gépeiket.
Esetenként a Luxair gépei az 1-es terminálról szálltak fel, mivel az Embraer ERJ 145 típusú gépeknek az utashidak túl magasak. Ugyanígy tett a Flybe légitársaság, és az Aeroflot is, bár utóbbi nagyobb típusú repülőgépeket közlekedtetett Málagára.
Az átalakítási munkálatokat 2008-ban fejezték be, melynek során azt az épületszerkezetet, amely a C-szárnyat csatolta a főépülethez, elbontották és így közvetlenül a főépület folytatásaként megépülhetett az új terminál. Miután a 3-as terminált megnyitották, a 2-es terminál átalakítása elkezdődött egy 2.567.700 eurós projekt keretében. A projekt részeként megszűnt az érkező utasokat kiszolgáló várócsarnok, helyette 3 új futószalagot helyeztek el az érkező poggyászoknak.  Az üzletek és kávézók új kialakítást kaptak, valamint az útlevél-ellenőrző részleg kiegészült három új pulttal.

### 3-as terminál

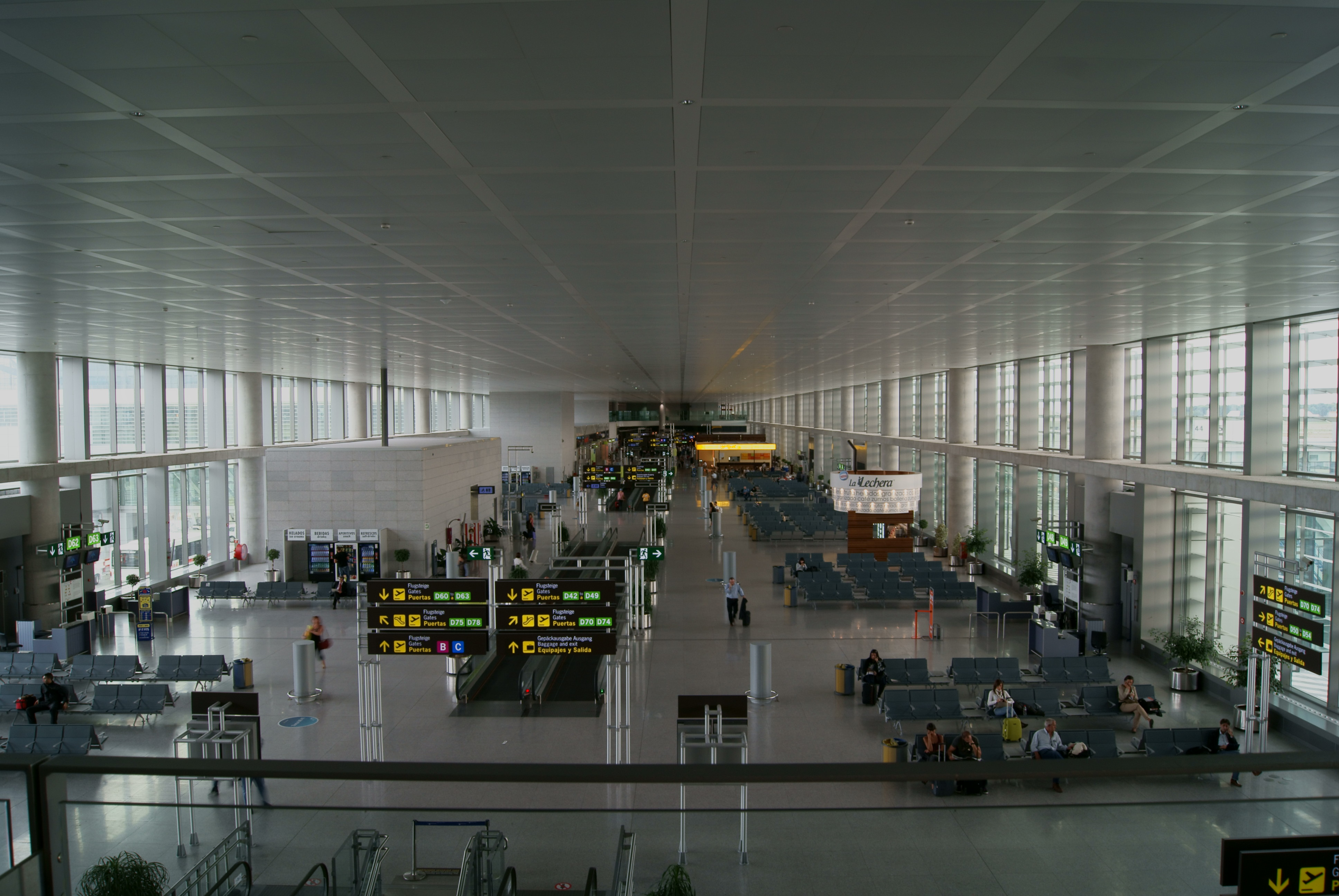
Az új terminál D részlege

A repülőtér legújabb, 3-as termináljának építése a 2009-es év végén fejeződött be. A tervezést 2001-ben kezdték meg, míg az építkezés 2004-ben vette kezdetét. Eredetileg 2008-ra kellett volna elkészülnie, azonban egy évet csúsztak a munkálatok, így a kivitelező az átadás pontos dátumát 2010. március 15-re tűzte ki. Az új terminált János Károly király és felesége, Zsófia királyné adták át, és az átadási ceremóniára több mint 500 vendég volt hivatalos, így például jelen volt Andalúzia elnöke, José Antonio Griñán is.
Az épületet a 2-es terminálhoz hasonlóan Ricardo Bofill tervezte. A terminál építése a növekvő utasszám miatt volt szükségszerű, valamint hogy még inkább fellendítse a Costa del Sol üdülőturizmusát. Az új terminál megépítése több mint 200 millió euróba került. Közvetlenül a 2-es terminál mellé épült, annál kétszer nagyobb, 385.000 négyzetméter alapterülettel.
Itt épült fel Európa legnagyobb étkezőcsarnoka, valamint az első National Geographic Áruház. A terminálban helyet kapott 85 utasfelvételi pult (check-in) 301-386 számozással és 20 beszállókapu, ezek közül 12-höz kapcsoltak légihidat. Az érkezési csarnokban 12 db futószalag szállítja az érkező utasok csomagjait (9 az Európai Unió célállomásairól érkezőket, 2 az unión kívüli célállomásokról érkezőket és 1 az ottfelejtett, de még össze nem gyűjtött csomagokat szállítja). Ezen kívül az épületben található még egy Starbucks kávézó, egy Adidas bolt, Burger King és Pizza Hut gyorséttermek, továbbá egy Whopper bár is. Az új kifutópálya építése 2011 végére fejeződött be.
Az új terminál 385 000m² alapterületű és 85 utasfelvételi check-in pultnak (ebből 8 automata) ad otthont. A terminált úgy tervezték, hogy képes legyen óránként 9000 utas és 7500 poggyász kiszolgálására. 6000 m²-nyi étterem, kávézó és 2800 m²-nyi üzlet szolgálja az utasok kényelmét. A hatalmas üvegablakok beengedik a természetes fényt, így csökkentve a világítás költségeit. A terminál épülete egy 7 szintes parkolóházat foglal magába, amely 2500 személyautónak, valamint a legalsó szinten 66 autóbusznak biztosít parkolóhelyet.

### Magángép-terminál
A magángép-terminál az N-340 jelű autópálya mentén helyezkedik el, melyet az eredeti - 1968. január 29-én nyílt - terminálból alakítottak ki, átalakítva azt.

### Futópálya
A repülőtér 2012. május óta két futópályával üzemel. A 13/31 jelű futópálya 3200 m hosszú és 45 m széles. Az 1960-as években nyerte el a jelenlegi hosszúságát. Felülete aszfalt burkolatot kapott, közepes intenzitású leszállító-fényrendszerrel (MALS) van ellátva. A pályák irányszöge: 131° és 311°.
A 12/30 jelű futópályát 2012-ben adták át. 2750 m hosszú és 45 m széles. Irányszögei: 117° és 227°. A tenger felől nincs leszállító fényrendszere. Költségtakarékossági okokból a megnyitást követően, 2012 októberében a futópályát lezárták és karácsonyig nem üzemelt.
Mindkét futópálya mentén párhuzamos guruló-út fut. A terminál épületei a futópályák közé ékelve találhatók.

## Légitársaságok és úti célok

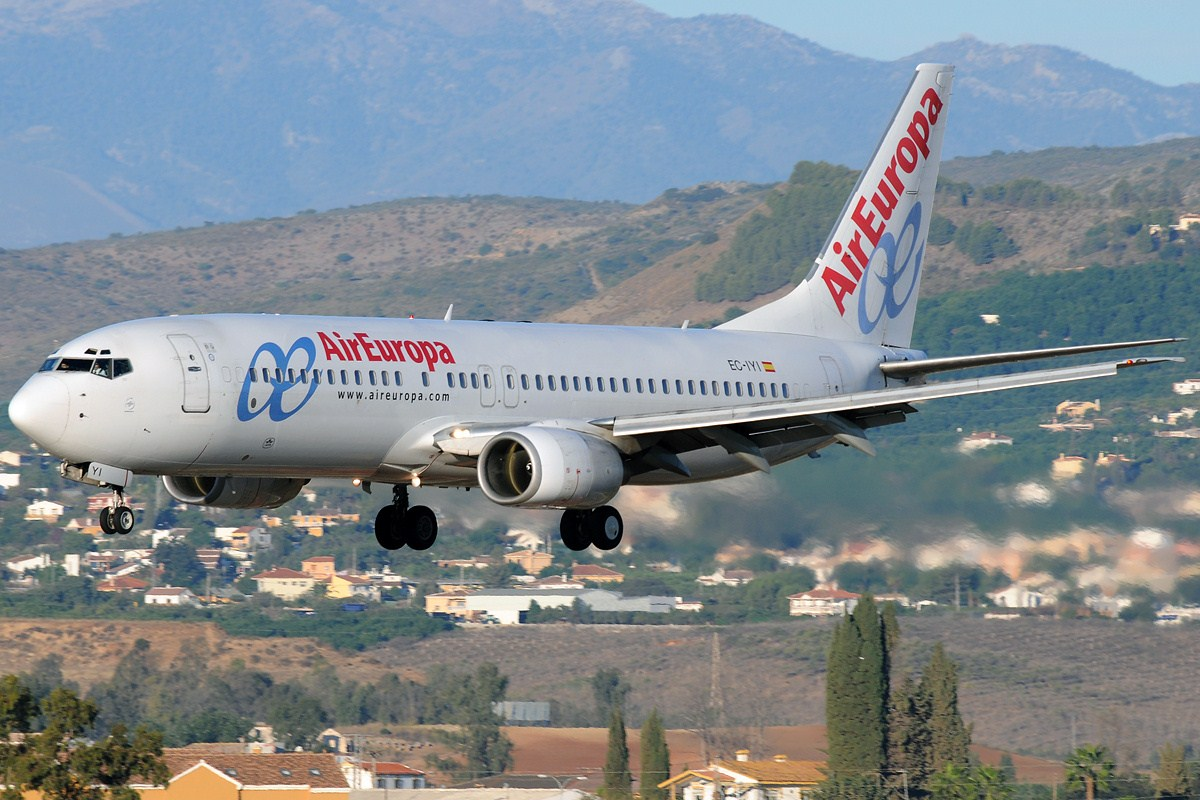
Air Europa Boeing 737-800 leszállás közben

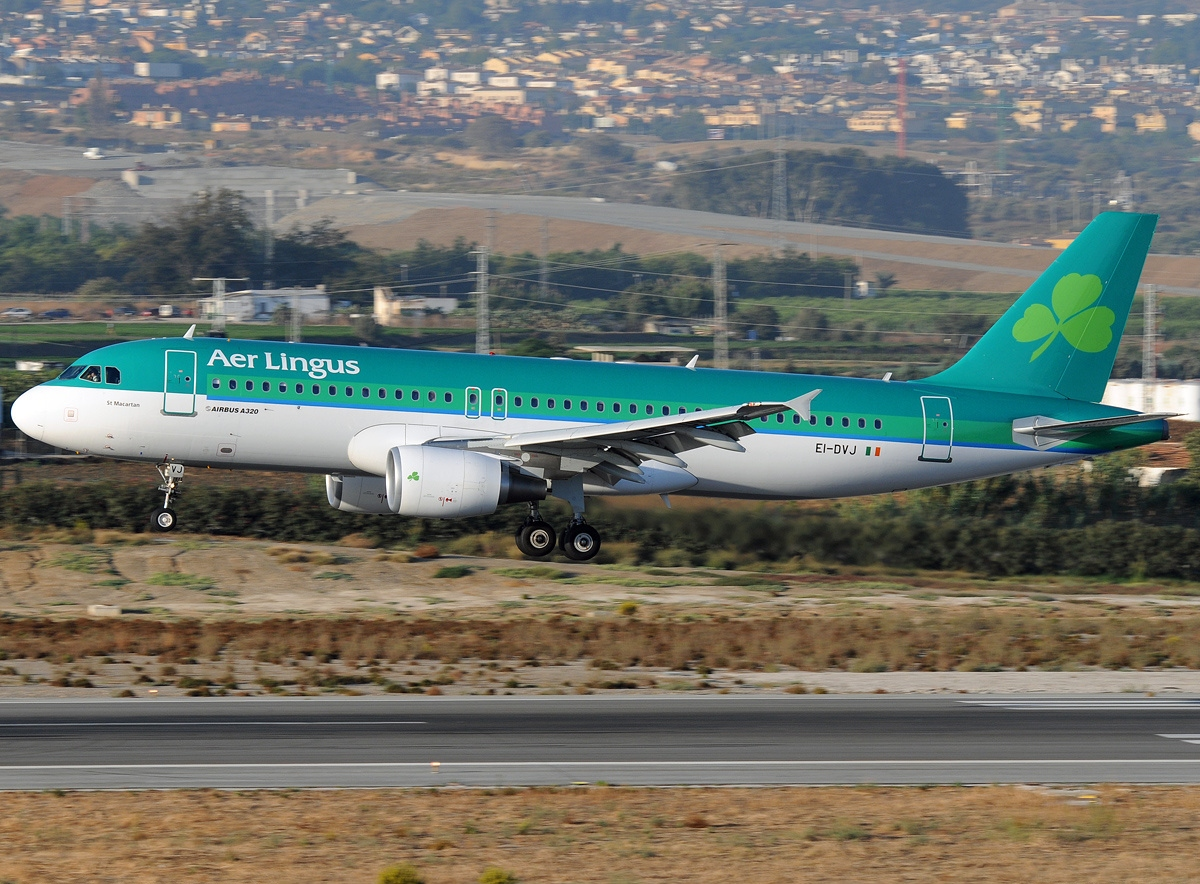
Air Lingus Airbus A320-200 leszállás közben

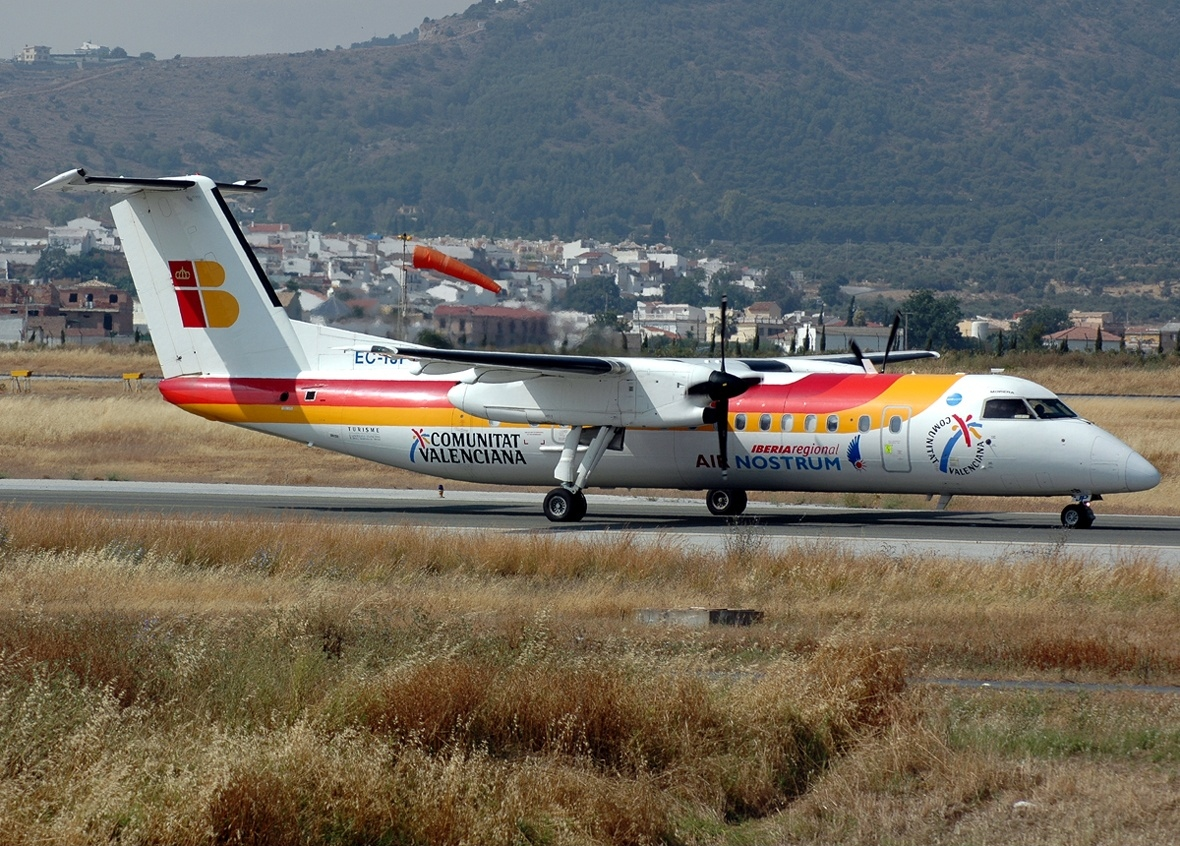
Air Nostrum De Havilland Dash-8 gurulás közben

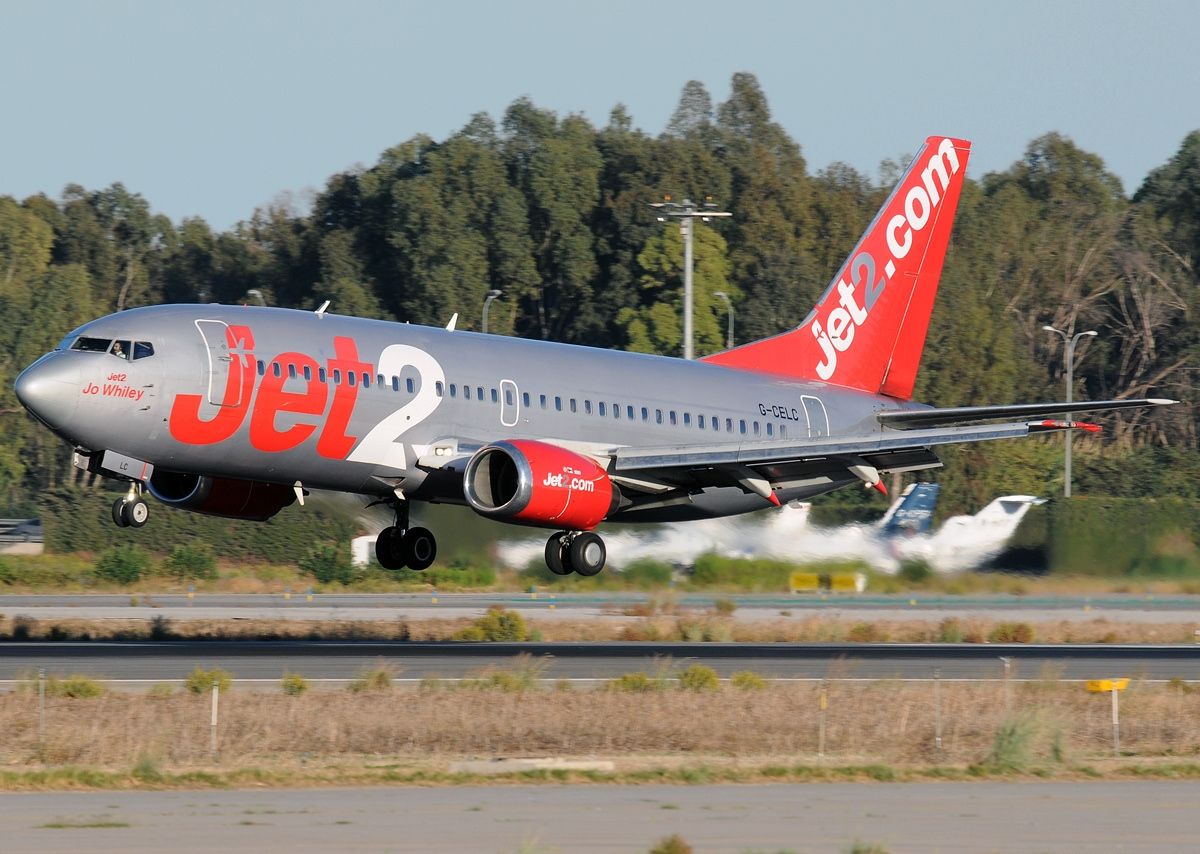
Jet2.com Boeing 737-800 leszállás közben

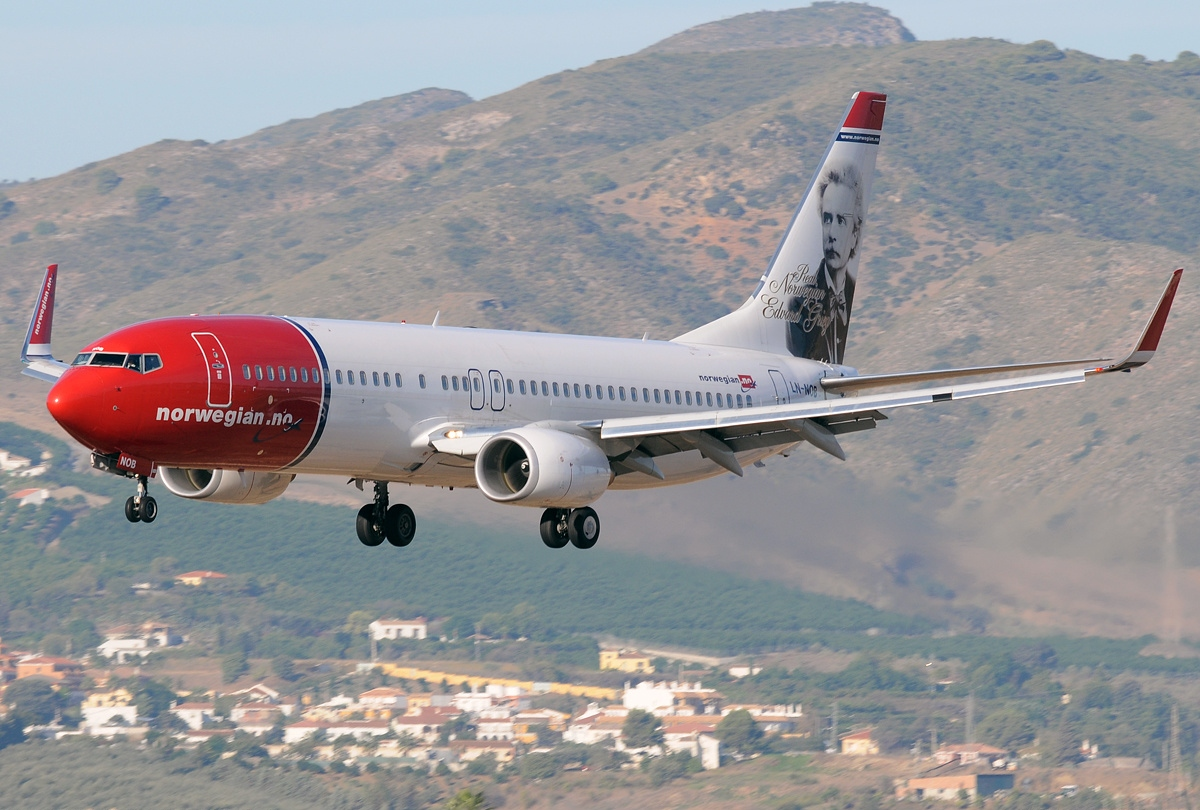
A Norwegian Air Shuttle jellegzetes festésű Boeing 737-800 típusú gépe leszállás közben

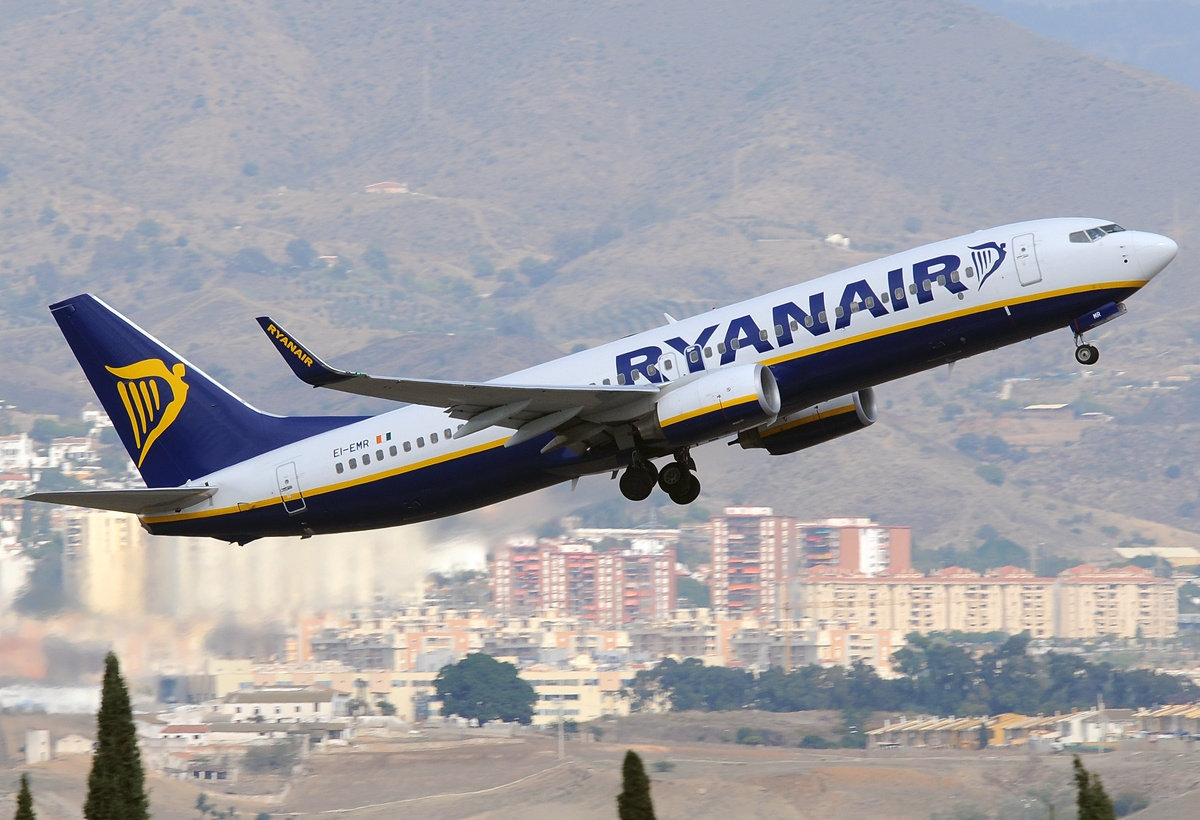
A Ryanair közvetlen kapcsolatot teremt Írország, az Egyesült Királyság és Málaga között

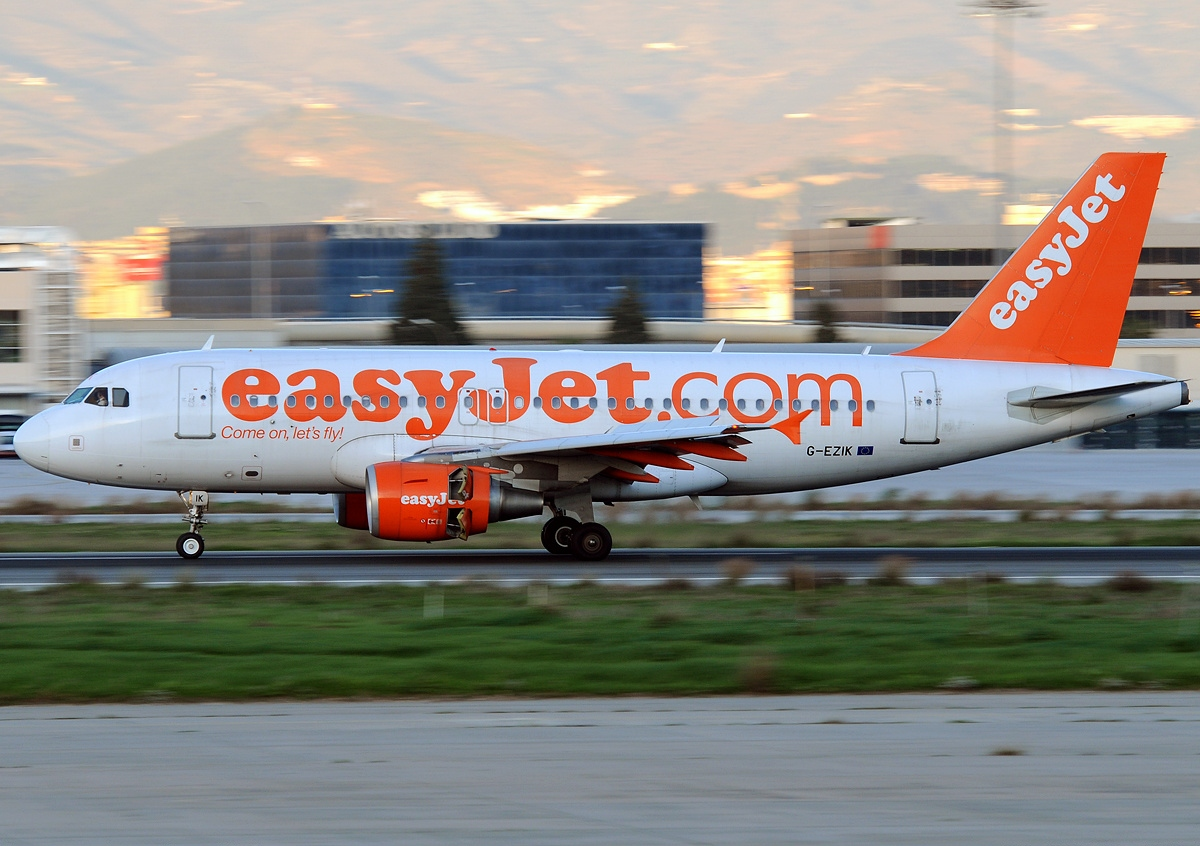
Easyjet Airbus A319 földetérés közben

Megjegyzés: Sz: (szezonális járat)
| Légitársaságok                | Úticélok | Terminál |
| ----------------------------- | --- | -------- |
| Aer Lingus                    | Cork, Dublin, Sz: Belfast-City, | B,C      |
| Aeroflot                      | Moszkva | B        |
| Aigle Azur                    | Sz: Párizs-Orly | D        |
| Air Algérie                   | Sz: Tindouf | A        |
| Air Europa                    | Madrid,Párizs-CDG, Tenerife-Észak, Sz: Gran Canaria, Lanzarote, Palma de Mallorca | D        |
| Air France                    | Bordeaux | D        |
| Air Transat                   | Montréal-Trudeau, Sz: Toronto-Pearson | B        |
| AlbaStar                      | Sz: Catania, Milánó-Malpensa | D        |
| Arkefly                       | Amszterdam | D        |
| Avion Express                 | Bologna, Milánó-Malpensa | D        |
| BA Citiflyer                  | London-City,Sz: Aberdeen, Glasgow | B,C      |
| Blue Air                      | Bukarest | C        |
| British Airways               | London-Gatwick, Sz: London-Heathrow | B,C      |
| Brussels Airlines             | Brüsszel | D        |
| Bulgaria Air                  | Szófia | B,C      |
| Condor                        | Charter: Frankfurt, München | D        |
| Delta Air Lines               | Sz: New York-JFK | B        |
| EasyJet                       | Belfast-Intl, Bristol, Glasgow-International, Liverpool, London-Gatwick, London-Luton, London-Stansted, London-Southend, Manchester, Newcastle upon Tyne | B,C      |
| EasyJet Switzerland           | Bázel-Mulhouse, Genf | D        |
| Europe Airpost                | Sz: Amszterdam, Brest, Caen, Lille, Lyon, Marseille, Párizs - Charles de Gaulle, Rouen, Toulouse | D        |
| Finnair                       | Helsinki | D        |
| Flybe                         | Southampton, Sz: Jersey, Guernsey | B,C      |
| Germanwings                   | Stuttgart | D        |
| Germania                      | Charter: Bréma | D        |
| Iberia/Air Nostrum            | Madrid, Melilla, Valencia | D        |
| Iberia Express                | Madrid | D        |
| Icelandair                    | Sz: Reykjavík | 2        |
| Jet2.com                      | Leeds/Bradford, Manchester, Newcastle upon Tyne, Sz: Blackpool, Glasgow, Edinburgh, Belfast | B,C      |
| Jetairfly                     | Brüsszel, Brüsszel-Charleroi, Liège, Brugge, Sz: Metz, | D        |
| LOT                           | Katowice, Varsó | D        |
| Lufthansa                     | Düsseldorf, Frankfurt, München | D        |
| Luxair                        | Luxemburg, Zweibrücken | D        |
| Melilla Airlines              | Melilla | D        |
| Norwegian Air Shuttle         | London-Gatwick | B,C      |
| Norwegian Air Shuttle         | Bergen, Hamburg, Helsinki, München, Oslo, Sandefjord, Stavanger, Trondheim, Köln/Bonn, Varsó, Aalborg, Koppenhága | D        |
| Royal Air Maroc               | Casablanca, Sz: Agadir | B        |
| Ryanair                       | Barcelona, Beauvais, Billund,Bréma, Brüsszel, Brüsszel-Charleroi, Köln/Bonn,Dortmund, Eindhoven, Göteborg-City, Frankfurt-Hahn, Karlsruhe, Memmingen, Santander, Santiago de Compostela, Stockholm-Skavsta, Weeze, Sz: Aarhus, Bergamo, Bologna, Pozsony, Haugesund, Ibiza, Krakkó, Malmö, Marseille, Nürnberg, Palma de Mallorca, Pisa, Sandefjord, Tampere, Valladolid, Treviso, Wrocław, Zaragoza | D        |
| Scandinavian Airlines         | Bergen, Koppenhága, Oslo, Stavanger, Stockholm | D        |
| Swiftair                      | Asztúria, Barcelona, Madrid, Donostia-San Sebastián, Zaragoza | D        |
| Swiss International Air Lines | Zürich | D        |
| Swiss European Airlines       | Genf | B,D      |
| TAP Portugal                  | Lisszabon | D        |
| Thomson Airways               | Birmingham, Bristol, Cardiff, Doncaster/Sheffield, London-Gatwick, Manchester, Newcastle upon Tyne, Sz: Dublin, Glasgow, London-Luton | B,C      |
| Transaero                     | Sz: Moszkva | B        |
| Transavia                     | Amszterdam, Eindhoven, Rotterdam, Weeze | B        |
| Turkish Airlines              | Isztambul | B        |
| Vueling                       | Moszkva, Cardiff | B,C      |
| Vueling                       | Amszterdam, Barcelona, Bilbao, Brüsszel, Koppenhága, Gran Canaria, Hamburg, Hannover, München, Párizs-Orly, Róma-Fiumicino, Tenerife-Észak | D        |
| Wizz Air                      | Budapest, Bukarest | C,D      |
| XL Airways France             | Deauville, Lille, Párizs - Charles de Gaulle | D        |

## Forgalom és statisztika

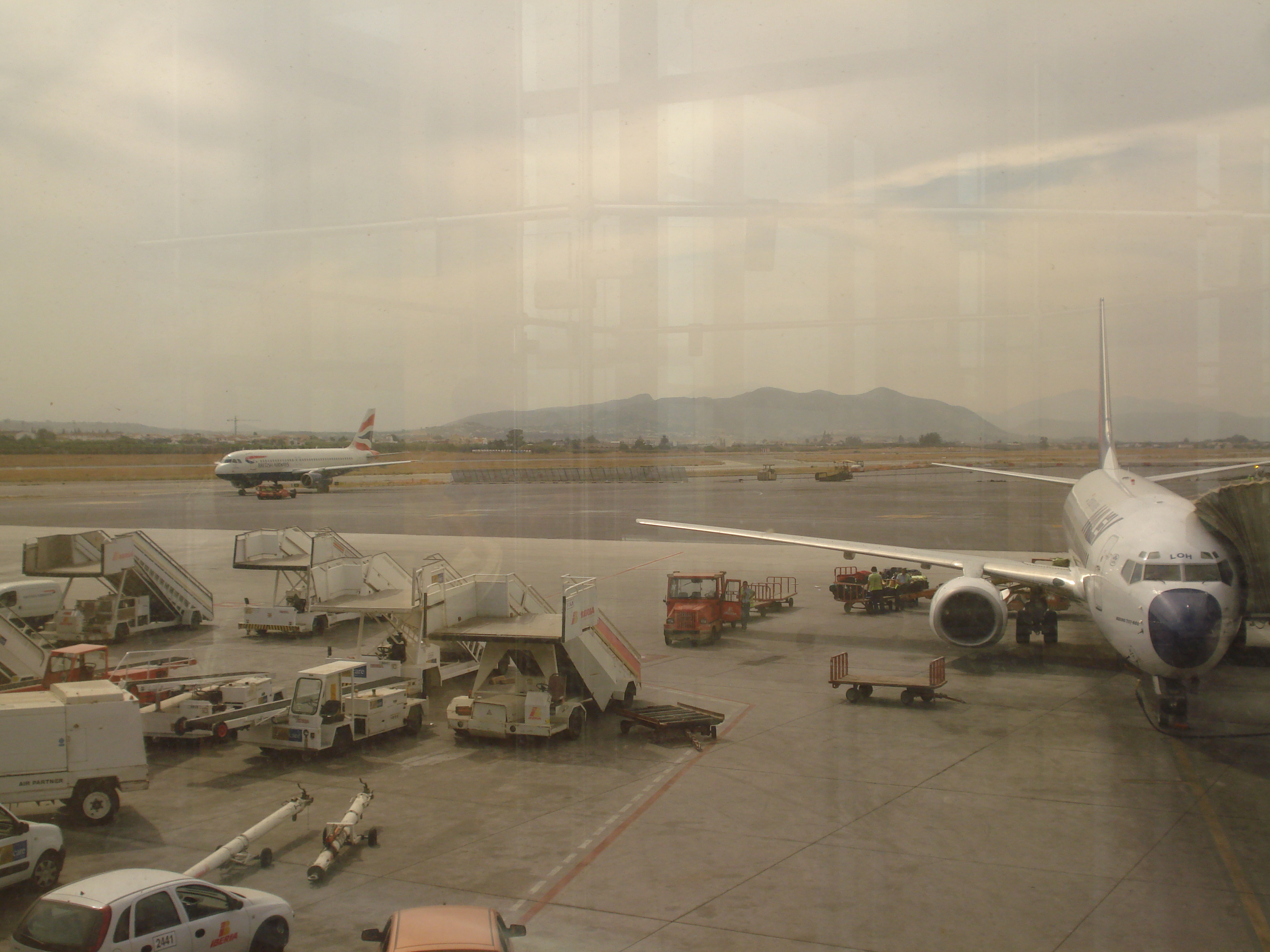
A Malév B737-800NG típusú gépe indulásra vár Málagán

Az utasforgalom 1995-től kezdődően meglepő emelkedésnek indult, így 2008-ra 6.000.000-ról 12.800.000-ra ugrott. Utóbb azonban ez a szám 2009 során 11.600.000-re csökkent. A legsűrűbben közlekedő járatok az Egyesült Királyságba, valamint Írországba repülnek. A vizsgált 2009-es évben az Aena (a repülőteret üzemeltető társaság) adatai szerint a legnépszerűbb célpontok sorrendben London-Gatwick, Manchester és Dublin voltak. A Málagai repülőtér nagyon sok olyan utast is kiszolgál, akik tulajdonképpen Gibraltárra mennek, de az ottani repülőtér kapacitása jóval kisebb, és csak kevés légitársaság üzemeltet járatokat oda. A gibraltári repülőtér nagy bővítési projekt előtt áll.
Az utasforgalom az elmúlt években az alábbi módon változott:
| Utasok száma | 11 566 616 | 12 669 019 | 13 590 803 | 11 622 429 | 12 823 117 | 13 748 976 | 16 673 151 | 19 021 704 | 5 161 636 | 18 457 194 |
|              | 2003       | 2005       | 2007       | 2009       | 2011       | 2014       | 2016       | 2018       | 2020      | 2022       |

## Földi közlekedés

### Vonat
A repülőteret közvetlenül érinti a Málaga belvárosa és Fuengirola között közlekedő C1 jelű elővárosi vasút (Cercanías Málaga). Fuengirolán a vonatállomástól autóbusszal lehet tovább utazni Marbella felé. A C1-es vonal egyben összeköti a repülőteret a Costa del Sol legfőbb üdülőtelepüléseivel: Torremolinosszal, Benalmádenával és Fuengirolával.  
A 3-as terminál alatt egy föld alatti vonatállomás épült, melyet 2010. szeptember 10-én adtak át. A menetidő vonattal Málaga belvárosa felé 12 perc, míg a másik irányba, Torremolinos belvárosába 10 perc, Fuengiroláig 35 perc. A vonatokat a spanyol állami vasúttársaság, a RENFE üzemelteti. A tervek szerint a jövőben a vonalat Marbella és Estepona településig meghosszabítják. Emellett létrehoznának egy C3-as vonalat, amely a repülőteret összekötné Malagával és annak keleti elővárosaival, Vélez-Malagával és Nerjával.

### Autó
A repülőtérről az MA21-jelű gyorsforgalmi bekötőút biztosítja az MA20-as, hasonló funkciójú út érintésével a kapcsolatot az A7-es autópálya felé. Az A7 autópálya (Autovia Del Mediterraneo) délnyugati irányba Torremolinos, Fuengirola, Marbella és Esteponán át, a tengerparttal párhuzamosan, egészen Algecirasig halad. Másik irányba, Málagát megkerülve, északkeleti, majd északi irányba Vélez-Málaga, Motril, Almería, Murcia, Alicante, Valencia és Tarragona városok érintésével egészen Barcelonáig halad. Az autópálya fizetős, azonban rendszerint van egy, a partvonalhoz közelebb haladó ingyenes oldalvonala is. A fizetős szakaszokon az AP-7 / Autopista del Mediterraneo nevet viseli. Málaga belvárosába az MA20-jelű gyorsforgalmi úton lehet bejutni.

### Autóbusz
Málagára (Paseo del Parque) az A Express Line jelű városi autóbusszal lehet bejutni. Az autóbusz a 3-as terminál érkezési szintjéről indul. A jegyár €3, készpénzzel a fedélzeten megvásárolható. A menetidő 15 perc, a járatok fél órás gyakorisággal követik egymást. Ezen kívül Torremolinosra vagy Benalmadena felé 1-2 óránként közlekedik az M-128 jelű helyközi autóbusz. A járatok megállnak a nagyobb szálloda-komplexumoknál. Menetidő Torremolinosra fél óra, míg Benalmadenára 50 perc.
M-138 jelű távolsági buszjárat közlekedik Algeciras, Sevilla és Granada városokba. A járatokat az Avanzabús társaság üzemelteti.

## Balesetek
- 1964. 09. 13. - a Balair légitársaság F27-es típusú gépe a kifutópályát túl meredeken közelítette meg, a pilóta zuhanó manőverbe kezdett, így a repülőgép becsapódással ért földet. Haláleset nem történt. A repülőgép annyira megsérült (a szárny egy része leszakadt), hogy selejtezni kellett.
- 1970. 12. 20. - a Sobelair légitársaság Douglas DC-6B típusú gépe a felszállást követően visszafordult a célállomáson uralkodó időjárási viszonyok miatt. Leszállás közben kiderült, hogy a gép hidraulikája meghibásodott, így a bal oldali futómű nem nyílt ki rendesen, ennek következtében a repülőgép a kifutópálya bal szélére sodródott. Haláleset nem történt. A repülőgépet selejtezni kellett.
- 1982. 09. 23. - a Spantax Flight 995 (Málaga és New York között közlekedő járat) DC-10 típusú gépe elvétette a felszállást és a repülő kigyulladt. 50 utas életét vesztette és 110 utas égési sérüléseket szenvedett a balesetben.
- 2001. 08. 29. - a Binter Méditerraneo (ma Air Nostrum) CN–235 típusú repülőgépe Melillából való érkezésekor hajtóműhiba miatt túl alacsonyan közelítette meg a kifutópályát, letarolta a leszállító rendszer adóantennáit és az N-340 jelű autópálya mellett ért földet. A 47 utasból 4 életét vesztette. A járművet selejtezték.

## Fordítás
- Ez a szócikk részben vagy egészben  a   Málaga Airport című angol nyelvű Wikipédia-szócikk fordításán alapul.  Az eredeti cikk szerkesztőit annak laptörténete sorolja fel. Ez a jelzés csupán a megfogalmazás eredetét és a szerzői jogokat jelzi, nem szolgál a cikkben szereplő információk forrásmegjelöléseként.